# Hélène Chanson
Hélène Chanson, née le 2 janvier 1959, est une comédienne française spécialisée dans le doublage.

## Biographie
Hélène Chanson commence sa carrière au théâtre, à la Comédie de Saint-Étienne, puis est formée par Valérie Descombes mais aussi Pierre Vial et Jean Dasté.
Elle est la voix française de l'actrice Julianna Margulies mais aussi d'Amanda Tapping. Bien qu'elle double régulièrement cette dernière (notamment dans toute la franchise Stargate à partir de 1997), ce n'est pas Hélène Chanson qui la double dans la série Sanctuary[réf. nécessaire], le doublage de cette série ayant été réalisé en Belgique.
En animation, elle est la voix de Sandy Écureuil, Mme Puff, Karen ainsi que Pearl Krabs dans la série Bob l'éponge, depuis la saison 3.

## Filmographie
- 1983 : Vive les femmes ! : la jolie rousse

## Doublage

### Cinéma

#### Films
- Diane Lane dans (9 films) :
  - En pleine tempête (2000) : Christina Cotter
  - La Main au collier (2005) : Sarah Nolan
  - Nos nuits à Rodanthe (2008) : Adrienne Willis
  - Man of Steel (2013) : Martha Kent
  - Batman v Superman : L'Aube de la justice (2016) : Martha Kent
  - Justice League (2017) : Martha Kent
  - Serenity (2019) : Constance
  - L'Un des nôtres (2020) : Margaret Blackledge
  - Zack Snyder's Justice League (2021) : Martha Kent
- Julianna Margulies dans (5 films) :
  - Paradise Road (1997) : Topsy Merrit
  - Sonia Horowitz, l'insoumise (1998) : Rachel
  - Le Vaisseau de l'angoisse (2002) : Maureen Epps
  - Les Derniers Affranchis (2012) : Nina Hirsch
  - Sous un autre jour (2018) : Lily
- 1988 : Big : Cynthia Benson (Kimberlee M. Davis)
- 1989 : Fatal Games : Heather McNamara (Lisanne Falk (en))
- 1991 : Ta mère ou moi : Theresa Luna (Ally Sheedy)
- 1992 : Passager 57 : Marti Slayton (Alex Datcher)
- 1993 : L'Innocent : Maria (Isabella Rossellini)
- 1993 : Demolition Man : une officier de police (Anneliza Scott)
- 1993 : Malice : ? (?)
- 1995 : Bad Boys : Francine (Anna Levine)
- 1995 : Leaving Las Vegas : Sera (Elisabeth Shue)
- 1998 : Deep Impact : Marietta Monash (Jennifer Jostyn)
- 1998 : U.S. Marshals : Donna (Rose Abdoo)
- 2002 : Mariage à la grecque : Athena Portokalos (Stavroula Logothettis)
- 2008 : The Dark Knight : Le Chevalier noir : l'officier Anna Ramirez (Monique Gabriela Curnen)
- 2013 : Coup de foudre à Austenland : Elizabeth Charming (Jennifer Coolidge)

#### Films d'animation
- 1987[n 1] : Pinocchio et l'Empereur de la Nuit : la bonne fée, Twinie
- 2002 : Balto 2 : La Quête du loup : Aniu
- 2002 : Le Noël des Neuf chiens : Agnes-Ann l'elfe et Q.T.
- 2006 : Charlotte aux fraises : Le Jardin des rêves : Coco Berry et Baba Hortensia
- 2015 : Bob l'éponge, le film : Un héros sort de l'eau : Sandy Écureuil
- 2020 : Bob l'éponge, le film : Éponge en eaux troubles : Sandy Écureuil
- 2024 : S.O.S. Bikini Bottom : Une mission pour Sandy Écureuil : Sandy Écureuil
- 2025 : Plankton, le film (en) : Sandy Écureuil et Karen

### Télévision

#### Téléfilms
- Julianna Margulies dans :
  - Les Brumes d'Avalon (2001) : Morgane
  - Hitler : La Naissance du mal (2003) : Helene Hanfstaengl
  - The Lost Room (2006) : Jennifer Bloom
- 1995 : 767 En détresse : Gloria (Akiko Morison)
- 1997 : Invasion : Andie (Maria Celedonio)
- 2001 : Le Crime de l'Orient-Express : Mary Debenham (Natasha Wightman)
- 2012 : 12 ans sans ma fille : Susan (Amanda Tapping)
- 2012 : Mes parrains sont magiques, le film : Grandis Timmy : l'agent immobilier (Nicola Anderson)
- 2014 : Le Tueur en sommeil : Ebony King (Murry Peeters)

#### Séries télévisées
- Julianna Margulies dans (7 séries) :
  - Urgences (1994-2009) : Carol Hathaway[2]
  - État d'alerte (2004) : Agent Maron Jackson
  - Scrubs (2001-2010) : Neena Broderick
  - The Lost Room (2006) : Jennifer Bloom
  - La Loi de Canterbury (2008) : Elizabeth Canterbury
  - The Good Wife (2009-2016) : Alicia Florrick
  - The Morning Show (depuis 2019) : Laura Peterson
- Jennifer Coolidge dans (5 séries) :
  - Nip/Tuck (2003-2010) : Candy Richards/Coco
  - Friends (2004) : Amanda Buffamonteezi (Saison 10, épisode 3)
  - Joey (2004-2006) : Bobbie Morgenstern
  - The Closer : L.A. Enquêtes prioritaires (2005-2012) : Angie Serabian
  - Kath & Kim (2008-2009) : Lenore
- Amanda Tapping dans (4 séries) :
  - Stargate SG-1 (1997-2007) : Colonel Samantha Carter[2]
  - Stargate Atlantis (2004-2009) : Colonel Samantha Carter
  - Supernatural (2005-2020): Naomi
  - Stargate Universe (2009-2011) : Colonel Samantha Carter
- Sophina Brown dans :
  - Numbers (2005-2010) : l'agent Nikki Betancourt
  - Shark (2006-2008) : Raina Troy
- Jacqueline Obradors[2] dans :
  - New York Police Blues (2001-2005) : Rita Ortiz
  - NCIS : Enquêtes spéciales (depuis 2003) : Paloma Reynosa
- 1980-1981[n 2] : Ultraman 80 : Kyoko Aihara (Mayumi Asano)
- 1985-1986[n 2] : Flashman : Lue / Flash Pink (Mayumi Yoshida)
- 1985-1990 : Mr.Belvedere : Heather Owens (Tracy Wells)
- 1986-1990 : Sois Prof et tais-toi ! : Sarah Nevins (Kimberly Russell)
- 1987-1991 : Loin de ce monde : Lindsay Selkirk (Christina Nigra)
- 1989 : Code Quantum : Dixie (Tery Copley) (saison 1, épisode 3)
- 1991-1996 : Les Sœurs Reed : Frankie Reed Margolis (Julianne Phillips)
- 1991-1997 : Roseanne : Darlene Connors (Sara Gilbert) (2e Voix, saisons 4 à 9)
- 1994-1999 : Hartley, cœurs à vif : Anita Scheppers (Lara Cox)
- 1995-2002 : Au-delà du réel : L'aventure continue : Becky (Ingrid Torrance) (saison 5, épisode 3) et une mère [Qui ?] (saison 5, épisode 5)
- 1996-2000 : Profiler : Angel Brown (Erica Gimpel)
- 1996-2000 : Pacific Blue : Jamie Strickland (Amy Hunter-Cornelius)
- 1997-1998 : Fame L.A. : Lili Arguelo (Roselyn Sánchez)
- 1997-2005 : JAG : lieutenant Harriet Sims (Karri Turner)
- 1998-2006 : Charmed : Daisy (Lisa Robin Kelly)
- 1999-2005 : New York 911 : voix additionnelles
- s.d. : New York, unité spéciale : Louise Billings (Adrienne Dreiss) (saison 1, épisode 8), Mme Massey (Kate Skinner) (saison 4, épisode 6)
- 1999-2000 : Le Flic de Shanghaï : Mary Ruben (Lee Garlington) (saison 1, épisode 05)
- 2000 : Power Rangers : Sauvetage éclair : Vypra (Jennifer L. Yen)
- 2000 : Friends : Hilda (Jean St. James) (saison 7, épisode 4)
- 2001 : Xena, la guerrière : Valkyrie Waltraut (saison 6, épisode 9)
- 2001-2004 : Division d'élite : Kim [Qui ?]
- 2002 : Do Over : Karen Larsen (Gigi Rice)
- s.d. : NCIS : Enquêtes spéciales : Capitaine Janice Byers (saison 2, épisode 8), Allison (?) (saison 2, épisode 12), L'infermière Carla Johnson ( ? ) (Saison 3, épisode 9)
- 2005 : Supernatural : Jenny (Kristin Richardson) (saison 1, épisode 9)
- 2006 : Génial Génie : Madame Mayer (Katy Bartrop) (saison 1, épisode 2)
- 2007: Numbers : un membre d'ELM [Qui ?] (saison 2, épisode 11)
- 2008 : Monk : Mr. Monk and the Genius : Linda Closter (Elena Evangelo) (saison 7, épisode 2)
- 2008 : Power Rangers : Jungle Fury : Camille (Holly Shanahan)

#### Séries d'animation
- 1974-1975[n 3] : Meg la sorcière : None
- 1978[n 4] : Magique Tickle : Cheko
- 1984[n 5] : Galvion[3] : Terry
- 1987[n 6] : Gozura[4] : Susuko
- 1994-1997 : Le Bus magique : Mlle Bille-en-Tête
- 1996-1997[n 7] : Équipières de choc : Alex
- 1997-1999 : Batman : la Fille du calendrier
- 1998-1999[n 8] : Flint le Détective : Petrafina / Mademoiselle Je sais tout
- 1998 : RoboCop : Alpha Commando : voix additionnelles
- 2001 : Angelina Ballerina : Mlle Lilly
- Depuis 2001 : Bob l'éponge : Sandy Écureuil, Madame Puff, Pearl Krabs, Karen, Margaret Éponge et autres voix (2e voix, à partir de la saison 3)
- 2003-2008 : Charlotte aux fraises : Coco Berry et Baba Hortensia
- 2008-2009 : Gundam 00 : Shirin Bakhtiar (3e voix, saison 2)
- 2021-2024 : Kamp Koral : Bob la petite éponge : Sandy l'écureuil, Mme Puff, Karen, Pearl Krabs
- Depuis 2021 : Patrick Super Star : Sandy l'écureuil et Pearl Krabs

### Jeux vidéo
- 2018 : Fallout 76 : la Duchesse (DLC Wastelanders en 2020)
- 2023 : Bob l'éponge : The Cosmic Shake : Sandy et Mme Puff